# Wietnamsko-koreańska dzielnica Toronto
Wietnamsko-koreańska dzielnica Toronto – jedna z dzielnic kanadyjskiego miasta Toronto, znajdująca się za The Annex. Dzielnicę zamieszkuje ok. 43 tysiące Koreańczyków i ok. 45 tysięcy Wietnamczyków.
Dzielnica posiada wiele koreańskich i wietnamskich restauracji oraz kino. Na wiosnę w dzielnicy obchodzony jest Korean Heritage Dan-O Spring Festival, na pamiątkę pierwszego dnia roku, w którym kobiety mogły wychodzić z domów. Oprócz potraw i pokazów karate, na festiwalu odbywają się tradycyjne zmagania sportu chajeon noir.